# 203
203 (CCIII na numeração romana) foi um ano comum do século III do Calendário Juliano, da Era de Cristo, teve início a um sábado  e terminou também a um sábado, a sua letra dominical foi B (52 semanas)
| Ano completo                   |
| ------------------------------ |
| Ano comum com início ao sábado |

## Eventos
- Imperador Romano Septímio Severo reconstrói Bizâncio
- Um arco dedicado a Severo é construido próximo ao Fórum